# Wish (film)
Wish is een Amerikaanse animatiefilm uit 2023. Het is de 62ste animatiefilm geproduceerd door Walt Disney Animation Studios. Deze film viert het honderdjarig bestaan van de Walt Disney Company door terug te keren naar hun oorspronkelijke 2D-animatiestijl en bevat dan ook vele verwijzingen naar het rijke verleden van het bedrijf. De introductie van koning Magnifico kenmerkt de terugkeer van de klassieke Disney-slechterik, zoals we die kennen van de Boze Koningin uit Snow White tot Mother Gothel uit Tangled.

## Verhaal
De film speelt zich af op het eiland Rosas, over de hele wereld bekend als het 'koninkrijk der wensen', waar iedere wens vervuld kan worden, en volgt Asha, een eigenzinnig 17-jarig meisje dat hoopt dat de wens van haar honderd jaar oude grootvader, Sabino, eindelijk vervuld zal worden door de machtige magiër koning Magnifico, koning van Rosas. Met haar trouwe geit Valentino aan haar zijde smeekt ze op een avond de sterren de omstandigheden van haar volk te verbeteren. Eén ster genaamd Star daalt neer om Asha te helpen. Geholpen door haar mindervalide vriendin en bakster, Dahlia, de goedhartige Simon, de cynische Gabo, goedgemutste Hal, de snel allergische Safi, de verlegen Bazeema en blozende Dario vecht Asha voor de vrijheid om te wensen.

## Stemverdeling
| Personage        | Oorspronkelijke stem | Nederlandse stem                    | Vlaamse stemmen          |
| ---------------- | -------------------- | ----------------------------------- | ------------------------ |
| Asha             | Ariana DeBose        | Shanna Slaap                        | Charlotte Campion        |
| Valentino        | Alan Tudyk           | Milan van Weelden                   | Kobe Van Herwegen        |
| Koning Magnifico | Chris Pine           | Charly Luske                        | Pieter Jan De Paepe      |
| Koningin Amaya   | Angelique Cabral     | Linda Verstraten                    | Helle Vanderheyden       |
| Sabino           | Victor Garber        | Jack Monkau                         | Tuur De Weert            |
| Sakina           | Natasha Rothwell     | Peggy Sandaal                       | Veronique Christa Jérôme |
| Simon            | Evan Peters          | Joey Schalker                       | Wout Sels                |
| Dahlia           | Jennifer Kumiyama    | Joy Wielkens                        | Silke Mastbooms          |
| Gabo             | Harvey Guillén       | Roben Mitchell van den Dungen Bille | Jervin Weckx             |
| Hal              | Niko Vargas          | Stephanie van Eer                   | Kato Haes                |
| Safi             | Ramy Youssef         | Mitch Wolterink                     | Lander Severins          |
| Bazeema          | Bella Saba           | Munaycha Draaibas                   | Laura Seys               |
| Dario            | Jon Rudnitsky        | Wesley de Ridder                    | Andres Vercoutere        |
| Sania            | Nasim Pedrad         | Échica Florijn                      |                          |

De Nederlandse versie is geregisseerd door Hilde de Mildt en vertaald door Hanneke van Bogget. De Vlaamse versie is geregisseerd door Karina Mertens.

## Première
Wish ging op 8 november 2023 in première in het El Capitan Theatre in Hollywood.

## Prijzen en nominaties
De belangrijkste:
| Jaar | Prijs                 | Categorie             | Genomineerde(n)                                        | Uitslag     |
| ---- | --------------------- | --------------------- | ------------------------------------------------------ | ----------- |
| 2024 | Golden Globes         | Beste film – animatie |                                                        | Genomineerd |
| 2024 | Critics Choice Awards | Beste animatiefilm    |                                                        | Genomineerd |
| 2024 | Critics Choice Awards | Beste nummer          | Julia Michaels, Benjamin Rice en JP Saxe ("This Wish") | Genomineerd |